# Cordyline petiolaris
Cordyline petiolaris är en sparrisväxtart som först beskrevs av Karel Domin, och fick sitt nu gällande namn av Leslie Pedley. Cordyline petiolaris ingår i släktet Cordyline, och familjen sparrisväxter. Inga underarter finns listade i Catalogue of Life.

## Bildgalleri

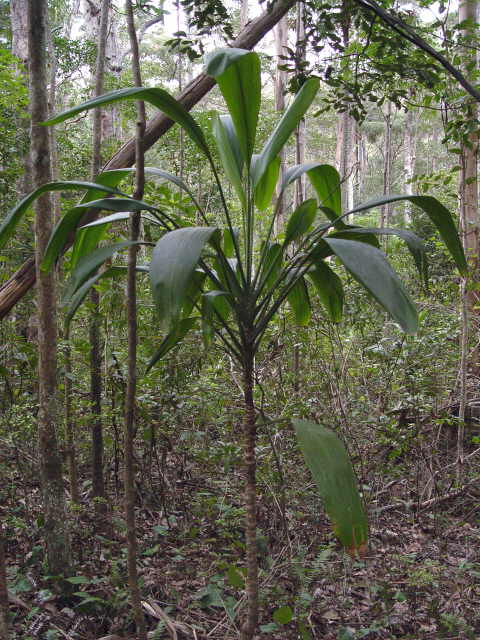
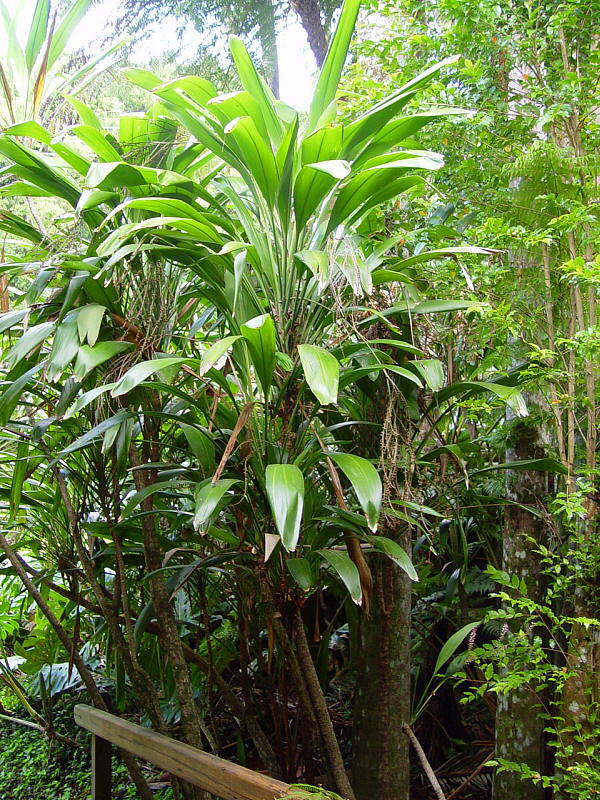
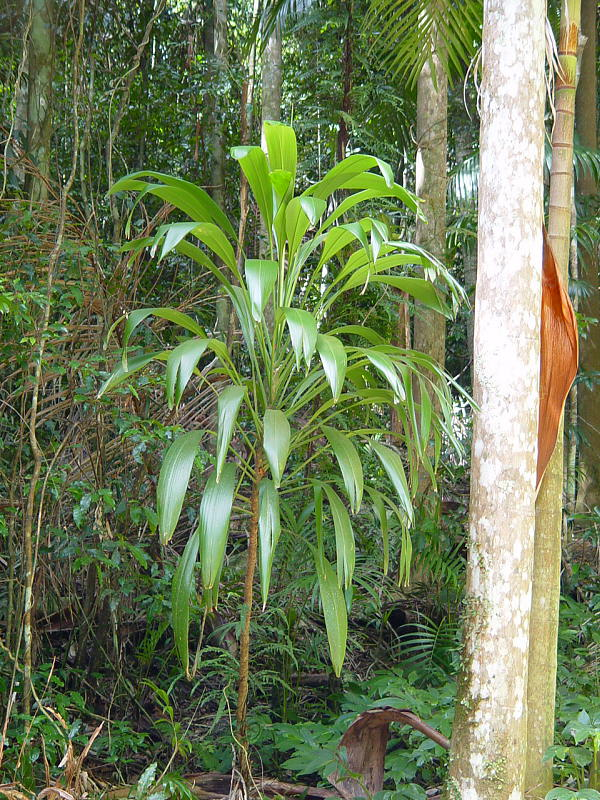
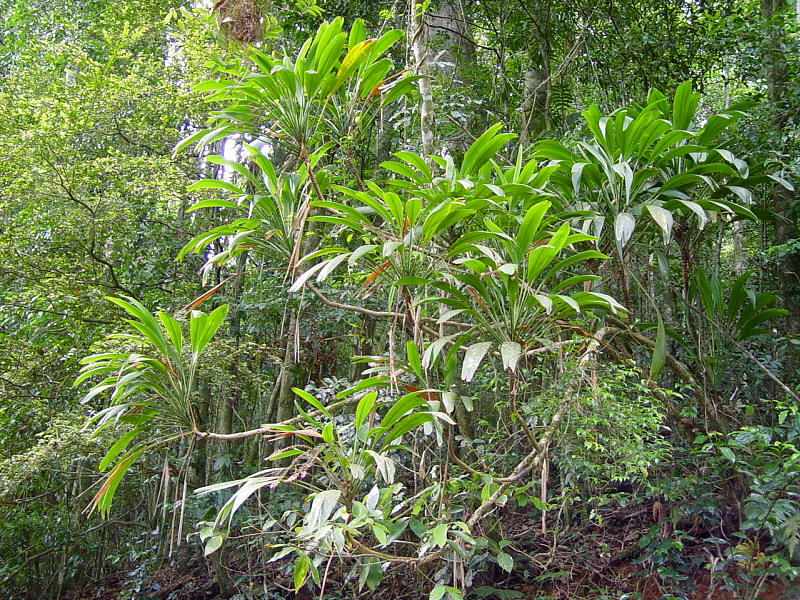